# フィリッポ・カルカーノ
フィリッポ・カルカーノ（Filippo Carcano、1840年9月25日 - 1914年1月19日）はイタリアの画家である。

## 略歴
ミラノで生まれた。1855年からジュゼッペ・ベルティーニが校長のミラノのブレラ美術アカデミーでフランチェスコ・アイエツらに学んだ。同時期に学んでいた学生にはフェデリーコ・ファルッフィーニやトランクイッロ・クレモナ、ダニエーレ・ランツォーニがいた。
ミラノを中心に展開された共和主義的作家たちの前衛芸術運動、「スカピリアトゥーラ派」(scapigliatura)のメンバーとなり、フランチェスコ・フィリピーニやエウジェニオ・ジニョウスと友人になった。
風景画や人物画を描き、1878年にブレラ美術アカデミーの展覧会で賞を受賞した。ミラノ・トリエンナーレのウンベルト王子賞(premio Principe Umberto)を1882年と1897年に受賞している。1899年にはヴェネツィアの国際美術展(Terza Esposizione internazionale d'arte)に出展した。
ブレラ美術アカデミーの人物画の教授も務め、教えた学生にはウンベルト・バッツォーリ(Umberto Bazzoli)がいる。

## 作品

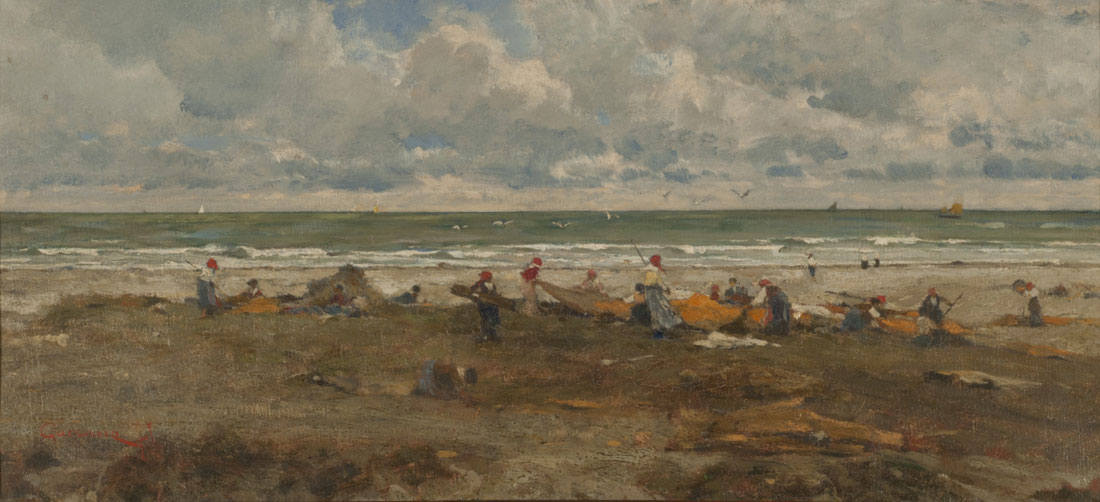
海岸の漁師
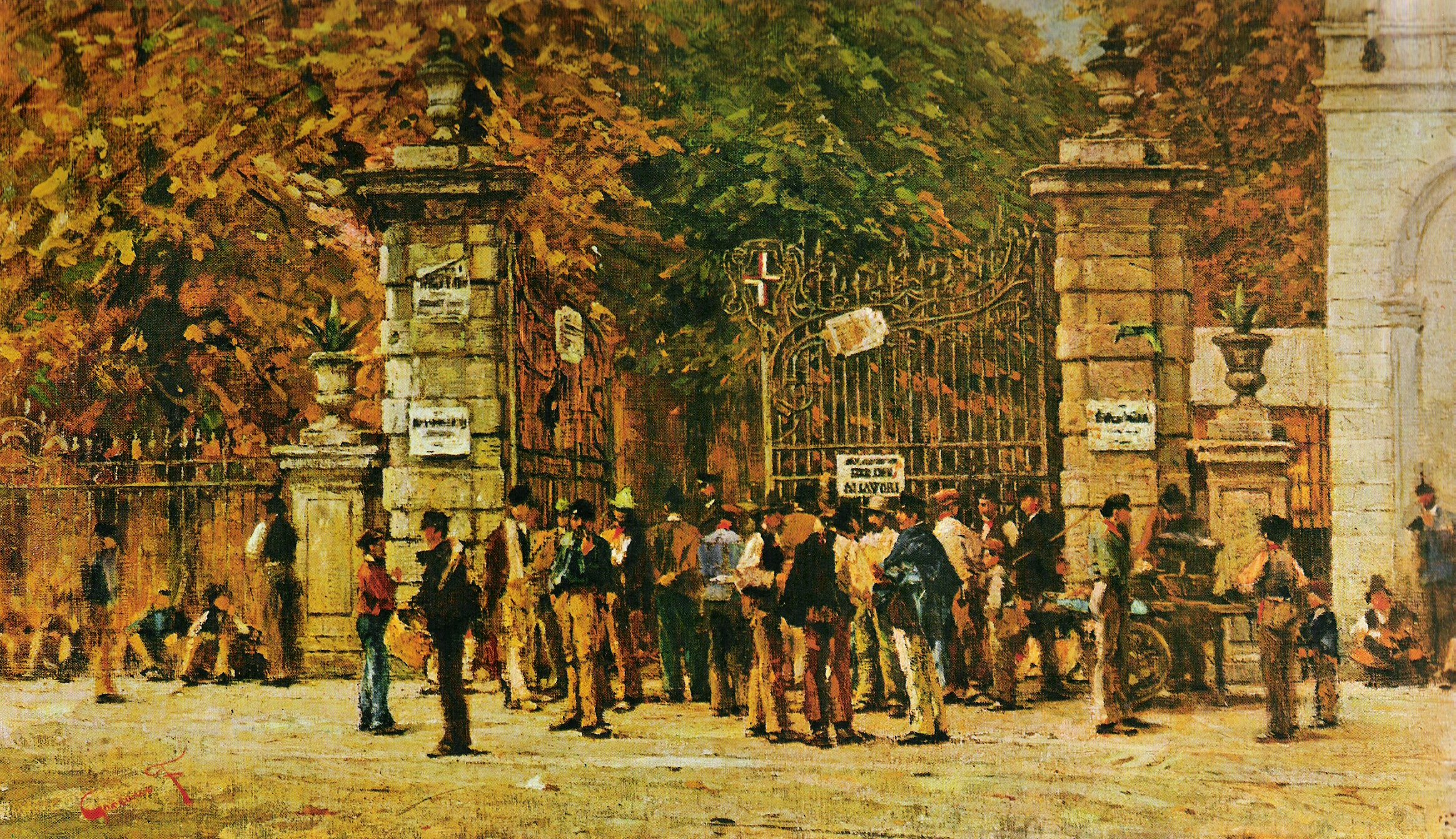
1881年の展示会準備の休憩時間

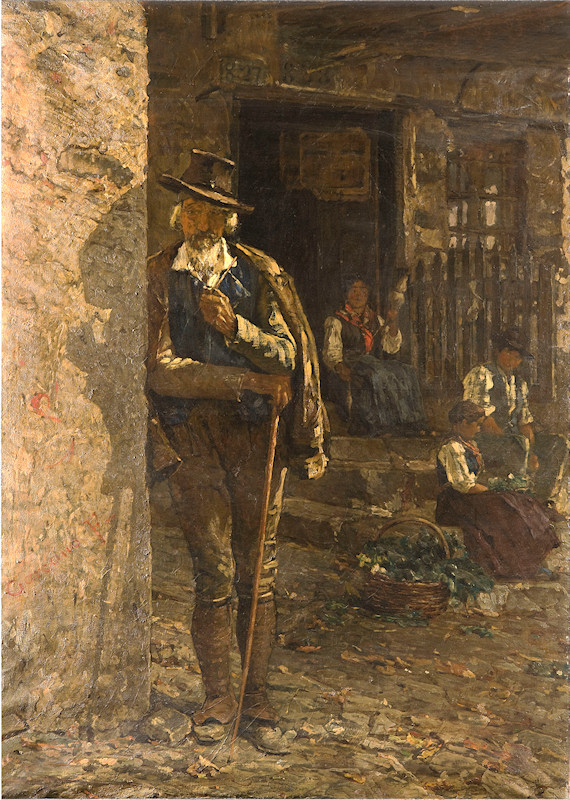
ヴェネトの農民
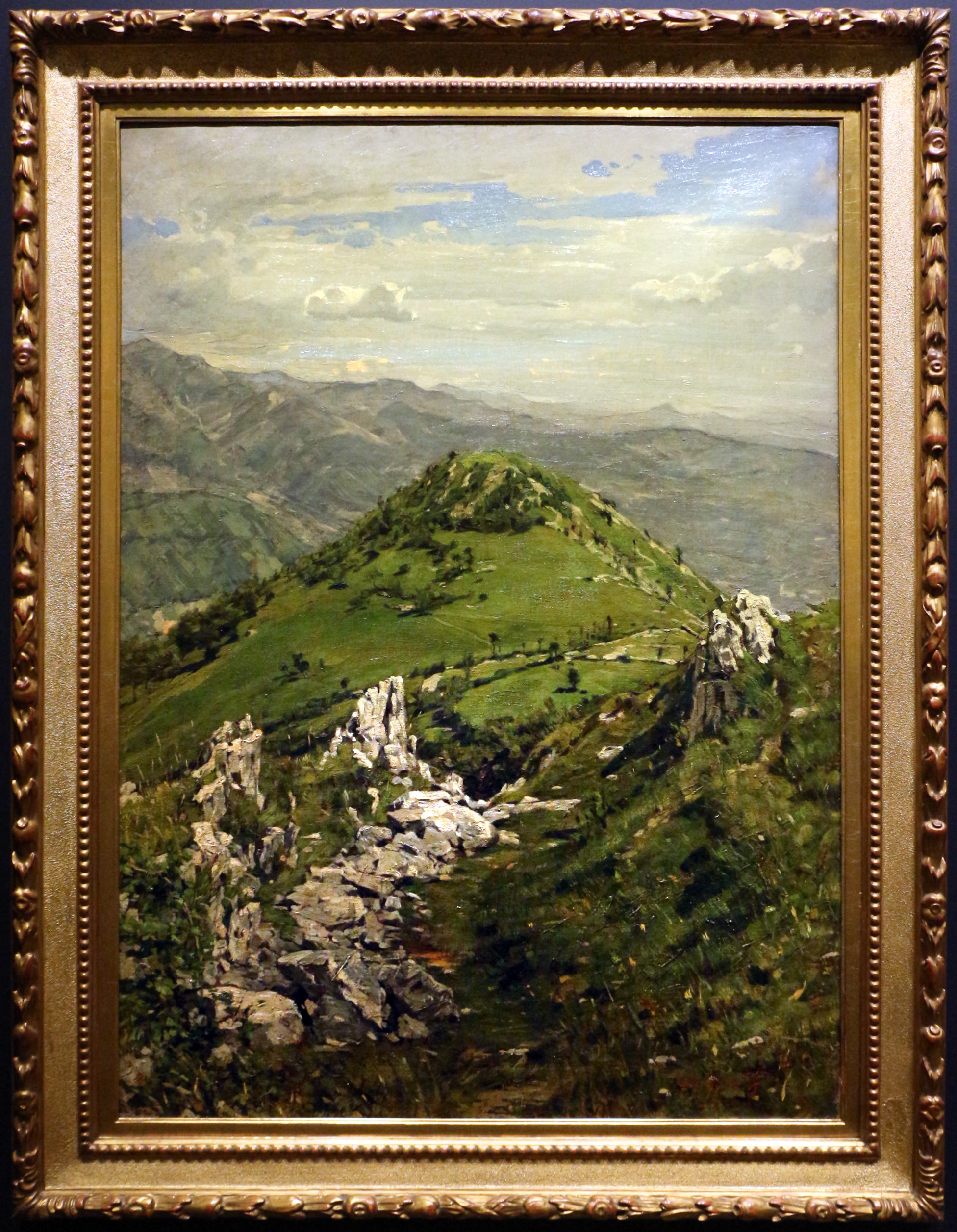
ベルガモの山地
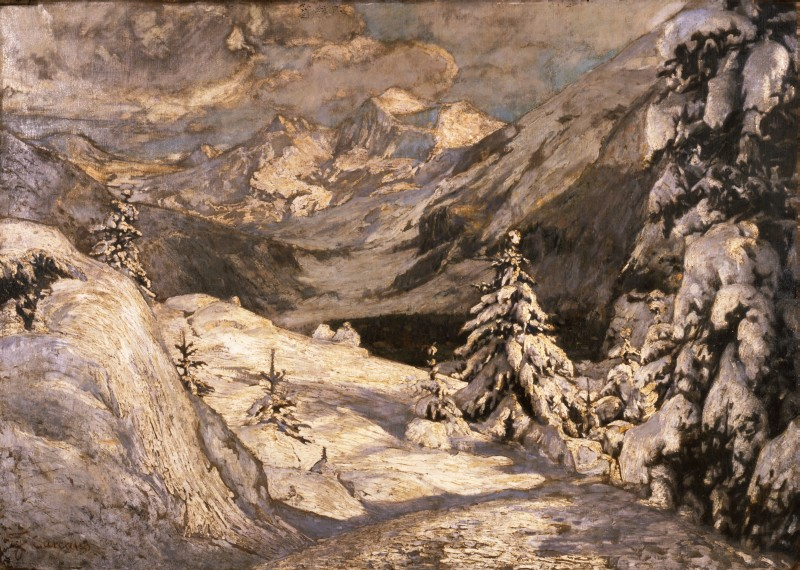
エンガディンの冬